# 9682 Gravesande
A 9682 Gravesande (ideiglenes jelöléssel 4073 P-L) a Naprendszer kisbolygóövében található aszteroida. Cornelis Johannes van Houten, Ingrid van Houten-Groeneveld és Tom Gehrels fedezte fel 1960. szeptember 24-én.